# ニューロッツ・アベニュー駅 (BMTカナーシー線)
ニューロッツ・アベニュー駅（英語: New Lots Avenue）はブルックリン区ブラウンズヴィルとイースト・ニューヨークの境にあたるニューロッツ・アベニュー - ヴァン・シンデリン・アベニュー交差点にあるニューヨーク市地下鉄BMTカナーシー線の駅である。終日L系統が停車する。

## 駅構造
| P ホーム階 | 相対式ホーム、右側ドアが開く | 相対式ホーム、右側ドアが開く                                  |
| P ホーム階 | 北行線                       | ← 8番街駅行き（リヴォニア・アベニュー駅）                     |
| P ホーム階 | 南行線                       | → カナーシー-ロッカウェイ・パークウェイ駅行き（東105丁目駅）→ |
| P ホーム階 | 相対式ホーム、右側ドアが開く |                                                               |
| M          | 改札階                       | 改札口、駅員詰所、メトロカード自動券売機                      |
| G          | 地上階                       | 出入口                                                        |

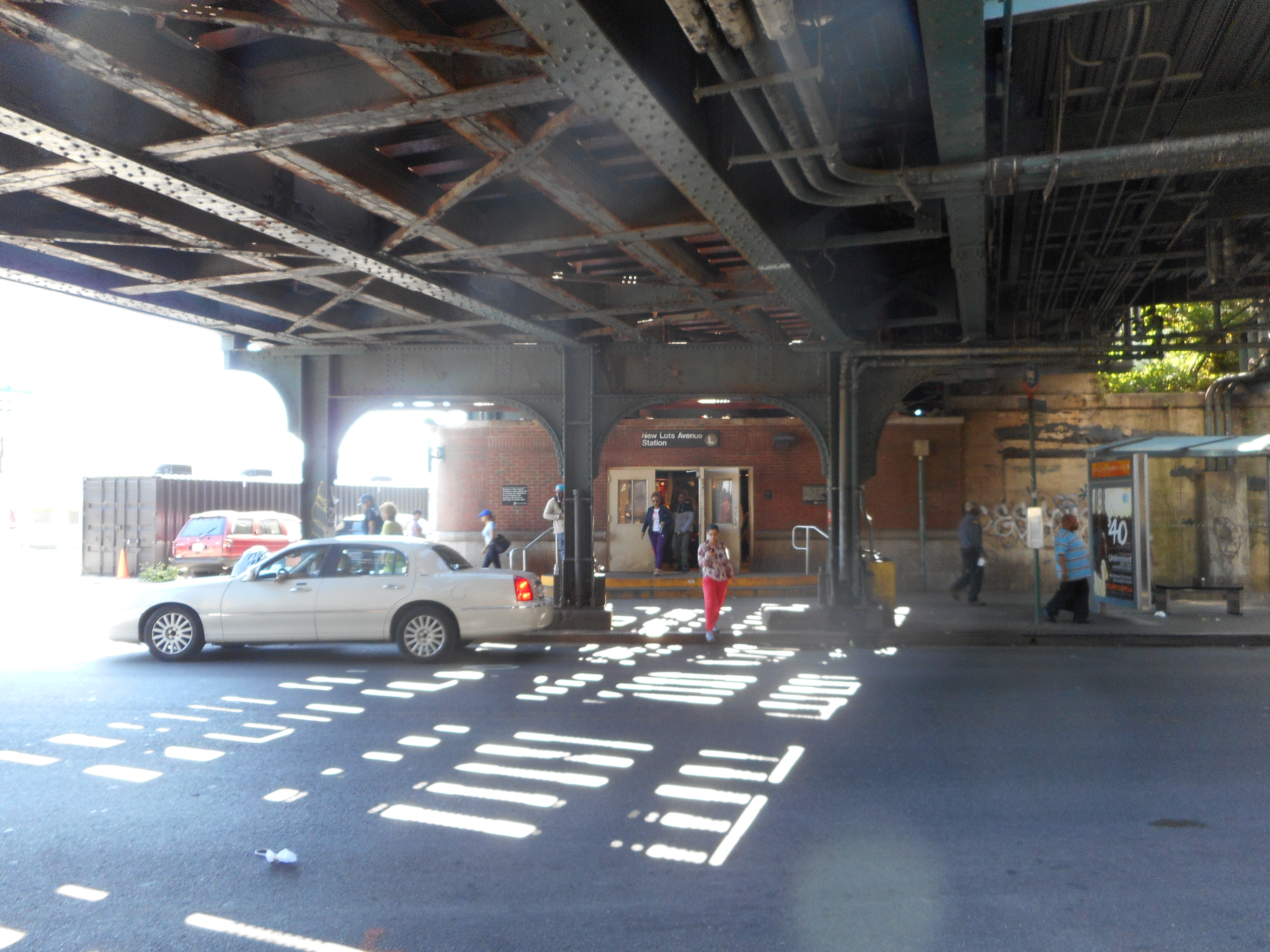
高架下にある駅エントランス

ニューロッツ・アベニュー駅は相対式ホーム2面2線の高架駅で、1906年12月28日に開業した。 ホーム中央部には風防と屋根が設けられ、ホーム両端にはダークグレーの鋼製フレームに金網を張ったフェンスが立てられている。
2006年から2007年にかけて改装工事を行った。駅のアートワークは16 Windowsで、Eugene Tungによるものである。
駅の南ではカナーシー線は堀割に入って東105丁目駅を経てカナーシー-ロッカウェイ・パークウェイ駅に向かう。北側は高架線がリヴォニア・アベニュー駅からブロードウェイ・ジャンクション駅まで続いている。

### 出口
改札は地上にあり、ニューロッツ・アベニュー-ヴァン・シンデリン・アベニュー交差点南西に位置する。